# Људмила Алексејева
Људмила Алексејева (енгл. Lyudmila Alexeyeva; Јевпаторија, 20. јул 1927 — Москва, 8. децембар 2018) била је руска историчарка и активисткиња за људска права која је оснивач групе Московске Хелсинске групе, и једна од последњих совјетских дисидената који су били активни у модерној Русији.

## Биографија

### Совјетски период
У априлу 1968. године Алексејева је искључена из Комунистичке партије и отпуштена са посла, у издавачкој кући. Ипак, наставила је са активностима у одбрани људских права. Од 1968. до 1972. године тајно је радила као дактилографкиња првог подземног билтена Хроника актуелних догађаја посвећеног кршењу људских права у Совјетском Савезу.
У фебруару 1977, Алексејева је побегла из СССР-а у Сједињене Америчке Државе, након што су совјетске власти насилно зауставиле припаднике Хронике. У САД Алексејева је наставила да се залаже за унапређење људских права у Русији и радила је на Радију Слободне Европе/Гласу Америке. Постала је америчка држављанка 1982. Редовно је писала о совјетском покрету дисидената и за публикације на енглеском и руском језику у САД и другим местима, а 1985. објавила је прву свеобухватну монографију о историји покрета, Совјетско дисидентство. Поред тога, након пресељења у Сједињене Америчке Државе, Алексејева се бавила слободним радио новинарством за Радио Слободне Европе и одељењем за руски језик Глас Америке. Године 1990. објавила је енгл. The Thaw Generation; аутобиографију која је описала формирање совјетског покрета за дисиденте, а писала је заједно са Полом Голдбергом.

### Повратак у Русију
Године 1989. поново је покренула Московске Хелсинске групе, након њеног распада 1982. Године 1993, после распада Совјетског Савеза, вратила се у Русију, а онда је постала председавајући Московске Хелсинске групе 1996. Придружила се 2000-их комисији која је основана ради саветовања председника Владимира Путина о питањима људских права, што је покренуло критике неких других активиста за права.
Алексејева је била критична према московским кремљским евиденцијама о људским правима и оптужила је владу за бројна кршења људских права, укључујући редовне забране ненасилних састанака и демонстрација и охрабривање екстремиста својом националистичком политиком, попут масовних депортација Грузијанца 2006. године и полицијских рација против странаца који раде на уличним пијацама. Такође, критиковала је понашање полицијских снага у Ингушетији и упозорила да се све веће насиље у републици може проширити на целу Руску Федерацију. Руске власти су је 2006. оптужиле за умешаност у британске обавештајне службе и примала је претње од националистичких група.

### Стратегија 31
Од 31. августа 2009. године, Алексејева је била активни учесник у Стратегији 31 — редовни протест грађана на московском Тријумфалном тргу, у одбрани 31. члана (о слободи окупљања) из руског устава. Током једног од ових протеста, 31. децембра 2009. године, Алексејеву је полиција ухапсила (ОМОН) и одвела са гомилу других у полицијску станицу. Овај догађај изазвао је снажне реакције у Русији и иностранству. Јерзи Бузек, председник европског парламента, био је „дубоко разочаран и шокиран" поступањем Алексејеве, као и полиције. Савет за националну безбедност Сједињених Америчких Држава изразио је „негодовање“ због притвора. Њујорк тајмс објавио је чланак на насловној страни о протестном скупу Испитивани од стране многих непријатеља, страсти руског дисидента.
Алексејеву је 30. марта 2010. године напао мушкарац на станици парк Културе, пошто је одавала поштовање жртвама бомбашких напада у московском метроу 2010. године. У омладинском логору на језеру Селигер, омладински покрет Наши назвао ју је „нацисткињом" и непријатељем руског народа.
Алексејева се успротивила руској анексији Крима 2014. године рекавши „одузимање Крима срамоти моју земљу". На њен деведесети рођендан посетио ју је руски председник Владимир Путин (у пратњи камермана), упркос дугогодишњој критици према њему.
Умрла је у московској болници 8. децембра 2018. из непознатих разлога. Последње речи Алексејеве објављивање и написане су на прослави седамдесете годишњице Универзалне декларације о људским правима, иако је умрла два дана пре те годишњице. Она је жалила за слабљењем цивилног друштва државном пропагандом и манипулацијама и скренула је пажњу на слабост правне културе и демократских институција у савременој Русији, као и на политички цинизам и популизам који, не само у Русији, непажљиво третирају системе и институције неопходне за подршку људским вредностима.

## Награде и признања
Алексејева је добила следеће награде и признања за свој рад у области људских права:
- 2004 — Награда Улоф Палме[28]
- 2005 — Награда за особу године Федерације јеврејских заједница Русије[29]
- 2007 — Национални орден Легије части (енгл. Legion of Honour)[30]
- 2009 — Орден заслуга Савезне Републике Немачке (енгл. Order of Merit of the Federal Republic of Germany)[31]
- 2009 — Награда Сахаров[32]
- 2012 — Орден крста Тере Маријане, 3 реда[33]
- 2015 — Награда Вацлав Хавел за људска права[34]
- 2017 — Државна награда Руске Федерације[35]

## Књиге, чланци и интервјуи
- „Statement of Lyudmila Alekseeva and Lidia Voronina, accompanied by Edward Kline” (PDF). Basket III: implementation of the Helsinki Accords. Hearings before the Commission on Security and Cooperation in Europe. Ninety-fifth congress. First session on implementation of the Helsinki Accords. Vol. IV. Washington, D.C.: U.S. Government Printing Office. 1977. стр. 29—39. Архивирано из оригинала (PDF) 23. 11. 2015. г. Приступљено 24. 04. 2020.
- Alexeyeva, Ludmilla (јесен 1977). „The human rights movement in the USSR”. Survey. 23 (4): 72—85. ISSN 0039-6192.
- Alexeyeva, Lyudmila; Bukovsky, Vladimir; Amalrik, Andrei; Voikhanskaya, Marina; Plyushch, Leonid; Elina, Emilia; Voronina, Lidia; Bresenden, Yevgeniy (новембар 1977). „The Orlov tribunal”. Index on Censorship. 6 (6): 52—60. doi:10.1080/03064227708532716.
- Alexeyeva, Lyudmila; Grigorenko, Pyotr; Amalrik, Andrei; Kaminskaya, Dina; Simes, Konstantin; Williams, Nikolai; Litvinov, Pavel; Litvinova, Maya; Sadomskaya, Natalya; Chalidze, Valery; Shragin, Boris; Stain, Yuri (2013) [1978]. „В защиту Анатолия Марченко” [In defense of Anatoly Marchenko]. Kontinent (на језику: руски). 152.
- Alekseeva, Liudmila (1980). The diversity of Soviet dissent: ideologies, goals and direction, 1965–1980.
- Алексеева, Людмила (2013) [1979]. „Путеводитель по аду психиатрических тюрем” [The guidebook to the hell of psychiatric prisons]. Kontinent (на језику: руски) (152).
- Alexeyeva, Lyudmila (децембар 1982). „USSR: prisoners' rights denied”. Index on Censorship. 11 (6): 31—33. doi:10.1080/03064228208533458.
- Alexeeva, Ludmilla; Chalidze, Valery (1985). Mass rioting in the USSR. Silver Spring. Foundation for Soviet Studies.
- Alekseeva, Liudmila (септембар 1986). US broadcasting to the Soviet Union (A Helsinki watch report). Human Rights Watch. ISBN 978-0938579878.
- Shcharansky, Anatoly; Bonner, Yelena; Alexeyeva, Ludmilla (26. 6. 1986). „The tenth year of the Watch”. The New York Review of Books.
- Alexeyeva, Ludmilla (1987). Soviet dissent: contemporary movements for national, religious, and human rights. Wesleyan University Press. ISBN 978-0-8195-6176-3.
- Alekseeva, Liudmila (1987). Cruel & unusual punishment: forced labor in today's U.S.S.R. AFL-CIO Dept. of International Affairs. ASIN B00073BWLG.
- Landy, Joanne; Alexeyeva, Ludmilla; Bastian, Gert; Daneker, Gail; Duncan, Polly;  . (18. 2. 1988). „Release Juris Bumeisters”. The New York Review of Books.
- Alexeyeva, Ludmilla; Arutunyan, Shagan; Arutunyan, Marzpet; Aristanyan, Vartan; Borisov, Vladimir;  . (21. 7. 1988). „An Armenian in prison”. The New York Review of Books.
- Alexeyeva, Ludmilla; Goldberg, Paul (1990). The thaw generation: coming of age in the post-Stalin era. Pittsburgh: University of Pittsburgh Press. ISBN 978-0822959113.
- Alekseeva, Liudmila (фебруар 1990). Civil society in the USSR (A Helsinki watch report). Helsinki Watch. ISBN 978-0929692425.
- Alexeyeva, Lyudmila (март 1990). „Unrest in the Soviet Union”. The Washington Quarterly. 13 (1): 63—77. doi:10.1080/01636609009477532.
- Bayefsky, Anne; Alexeyeva, Ludmilla; Kampelman, Max; Tabory, Mala; Maresca, John; Henkin, Alice (28—31. март 1990). „Human rights: the Helsinki process”. Proceedings of the Annual Meeting (American Society of International Law). 84: 113—130. JSTOR 25658533.
- Алексеева, Людмила (1992). История инакомыслия в СССР: новейший период. Вильнюс—Москва: Весть. ISBN 9785984400268. (The Russian text of the book in full is available online on the Memorial website by click Архивирано на веб-сајту  (20. март 2017))
- Alexeyeva, Ludmilla (1998). „Mustafa Dzhemilev, his character and convictions”.  Ур.: Allworth, Edward. Tatars of the Crimea. Return to the homeland. Durham: Duke University Press. стр. 210–211. ISBN 978-0822319948.
- Alexeeva, Lyudmila (2000). „Private measures by which to ensure fundamental rights in present-day Russia: a view from inside”. Helsinki Monitor. 11 (2): 23—32. doi:10.1163/157181400X00292.
- Alexeyeva, Lyudmila (10. 6. 2004). „Is this Putin's definition of democracy?”. The Moscow Times.
- Alexeyeva, Ludmilla (13. 10. 2010). „Article by Ludmila Alexeeva”. OSCE Magazine.
- Alexeyeva, Lyudmila (15. 12. 2010). „The rise and fall of Putinism”. The Moscow Times.
- Alexeeva, Lyudmila (24. 5. 2013). „Vladimir Putin's goal is to destroy Russian civil society”. The Guardian.
- Alexeyeva, Lyudmila; Schepp, Matthias; Thaler, Claudia (17. 7. 2013). „Interview: Putin turning Russia 'into a police state'”. Der Spiegel.
- Alekseeva, Lyudmila (2013). „Interview with Melanie Ilick and Emilia Kosterina, 29 July 2011”.  Ур.: Ilic, Melanie. Life stories of Soviet women: the interwar generation. Routledge. стр. 14—32. ISBN 978-1135094713.
- Гальперович, Данила (4. 8. 2014). „Западные санкции: стоит ли загонять Кремль в угол? Людмила Алексеева, Владимир Буковский и Мария Липман рассуждают об этом в интервью "Голосу Америки"” [Western sanctions: Should the Kremlin be forced into a corner? Lyudmila Alexeyeva, Vladimir Bukovsky and Mariya Lipman discuss that in their interview to Voice of America] (на језику: руски). Voice of America. Архивирано из оригинала 05. 03. 2016. г. Приступљено 24. 04. 2020.
- Гальперович, Данила (10. 12. 2015). „Людмила Алексеева: у нас – плохо управляемое государство, в котором люди мучаются” [Lyudmila Alexeyeva: we have a poorly managed state in which people suffer] (на језику: руски). Voice of America. Архивирано из оригинала 31. 05. 2016. г. Приступљено 24. 04. 2020.
- Зубов, Михаил (28. 4. 2015). „Как Владимир Буковский победил карательную психиатрию. Людмила Алексеева: "Вряд ли эта легендарная фигура занимается детским порно"” [How Vladimir Bukovsky defeated punitive psychiatry. Ludmilla Alexeyeva, "This legendary figure is hardly engaged in child pornography"]. Moskovskij Komsomolets (на језику: руски).
- „Ludmilla Alexeeva: 'Russia is moving away from Europe'”. Deutsche Welle.